# オトメユリ
オトメユリ（乙女百合、学名：Lilium rubellum）はユリ科ユリ属の植物のひとつ。別名、ヒメサユリ（姫早百合・姫小百合）。自生している地域では、「オトメユリ」よりも「ヒメサユリ」で知られている場合が多い。

## 概要
日本特産のユリで、宮城県南部、及び新潟県、福島県、山形県が県境を接する飯豊連峰、吾妻山、守門岳、朝日連峰、周辺にしか群生していない貴重な植物。
高さは30-50cm程度。鱗茎は卵形で、葉は広披針形をしている。開花時期は6月から8月で、花は筒形で横向きに開く。花径は5-6cm程、長さは8cm程度。花は薄いピンク色で斑点がないのが特徴。ヤマユリほどではないが、花の香りは甘くとても濃厚である。尚、良く似たユリにササユリがあるが、オトメユリはおしべの先が黄色くなっているところで区別される。

## ギャラリー
- 福島県飯豊山

## 絶滅危険度
分布が限られ、生息域の一部において過度に採取されているため、
野生種は環境省のレッドリストでは準絶滅危惧(NT)、宮城県で「絶滅危惧Ⅰ類(CR+EN)」、山形県で「絶滅危惧Ⅱ類（ＶＵ）」、 福島県で「準絶滅危惧(NT)」、 新潟県で「絶滅危惧Ⅱ類(VU)」に指定されている。
準絶滅危惧（NT）（環境省レッドリスト）
第2次(1997年)の環境省レッドデータブックでは絶滅危惧IB類(EN)。

## 市町村の花
以下の市町村の花となっている。
- 宮城県 - 刈田郡七ヶ宿町
- 山形県 - 最上郡戸沢村、西村山郡朝日町
- 福島県 - 喜多方市（旧耶麻郡熱塩加納村、旧高郷村）、旧南会津郡南郷村
- 新潟県 - 東蒲原郡上川村（現在の阿賀町）、北魚沼郡入広瀬村（現在の魚沼市）、南蒲原郡下田村（現在の三条市）